# Кубок Ізраїлю з футболу 2002—2003
Кубок Ізраїлю з футболу 2002–2003 — 64-й розіграш кубкового футбольного турніру в Ізраїлі. Титул вперше здобув Хапоель (Рамат-Ган).

## Регламент
Кубкова стадія складається з двох раундів: регіонального та національного, саме з національного раунду (1/16 фіналу) стартують клуби Прем'єр-ліги.

## 1/16 фіналу
| Команда 1                    | Рахунок      | Команда 2                        |
| ---------------------------- | ------------ | -------------------------------- |
| 11 березня 2003              |              |                                  |
| Бней Сахнін (2)              | 2:0          | Бейтар (Беер-Шева) (2)           |
| Маккабі (Кафр-Кана) (2)      | 0:0 пен. 5:4 | Хапоель (Акко) (3)               |
| Маккабі (Тель-Авів)          | 5:3          | Бейтар (Єрусалим)                |
| Хапоель Цафрірім (Холон) (2) | 1:2          | Хапоель (Беер-Шева)              |
| Бней-Єгуда                   | 2:0          | Маккабі Іроні (Кір'ят-Ата) (3)   |
| Маккабі Ахі (Назарет) (2)    | 5:0          | Хапоель Іроні (Кір'ят-Шмона) (3) |
| Хапоель (Бат-Ям) (3)         | 1:2          | Хапоель (Раанана) (2)            |
| Хакоах Маккабі Амідар (3)    | 1:2          | Хапоель (Хайфа) (2)              |
| Хапоель (Єрусалим) (2)       | 1:1 пен. 3:4 | Хапоель (Рамат-Ган) (2)          |
| Іроні Офакім (4)             | 1:3          | Хапоель (Туба) (4)               |
| Хапоель (Назарет-Ілліт) (2)  | 2:1          | Хапоель (Петах-Тіква)            |
| Маккабі (Кір’ят-Гат) (2)     | 2:1          | Хапоель (Герцлія) (4)            |
| Хапоель (Кфар-Сава)          | 2:1          | Маккабі (Герцлія) (2)            |
| 12 березня 2003              |              |                                  |
| Маккабі (Петах-Тіква)        | 2:1          | Хапоель (Рішон-ле-Ціон)          |
| 22 березня 2003              |              |                                  |
| Хапоель (Тель-Авів)          | 1:0          | Ашдод                            |
| Маккабі (Нетанья)            | 0:2          | Маккабі (Хайфа)                  |

## 1/8 фіналу
| Команда 1                 | Рахунок      | Команда 2                   |
| ------------------------- | ------------ | --------------------------- |
| 21 березня 2003           |              |                             |
| Маккабі (Кафр-Кана) (2)   | 3:2          | Хапоель (Раанана) (2)       |
| Бней Сахнін (2)           | 1:1 пен. 5:4 | Хапоель (Хайфа) (2)         |
| 22 березня 2003           |              |                             |
| Маккабі (Тель-Авів)       | 1:0 дч       | Хапоель (Туба) (4)          |
| Хапоель (Рамат-Ган) (2)   | 0:0 пен. 7:6 | Маккабі (Петах-Тіква)       |
| Маккабі Ахі (Назарет) (2) | 0:1 дч       | Бней-Єгуда                  |
| Маккабі (Кір’ят-Гат) (2)  | 2:1          | Хапоель (Назарет-Ілліт) (2) |
| 8 квітня 2003             |              |                             |
| Хапоель (Тель-Авів)       | 0:1          | Хапоель (Беер-Шева)         |
| Маккабі (Хайфа)           | 1:0          | Хапоель (Кфар-Сава)         |

## 1/4 фіналу
| Команда 1                | Рахунок | Команда 2           |
| ------------------------ | ------- | ------------------- |
| 8 квітня 2003            |         |                     |
| Хапоель (Рамат-Ган) (2)  | 1:0     | Бней Сахнін (2)     |
| 9 квітня 2003            |         |                     |
| Маккабі (Тель-Авів)      | 1:0 дч  | Бней-Єгуда          |
| 7 травня 2003            |         |                     |
| Маккабі (Кір’ят-Гат) (2) | 0:2     | Хапоель (Беер-Шева) |
| Маккабі (Кафр-Кана) (2)  | 0:7     | Маккабі (Хайфа)     |

## 1/2 фіналу
| Команда 1               | Рахунок | Команда 2           |
| ----------------------- | ------- | ------------------- |
| 13 травня 2003          |         |                     |
| Хапоель (Рамат-Ган) (2) | 2:1     | Маккабі (Тель-Авів) |
| Хапоель (Беер-Шева)     | 3:0     | Маккабі (Хайфа)     |

## Фінал
| 27 травня 2003 |

| Хапоель (Рамат-Ган) (2)                    | 1:1      | Хапоель (Беер-Шева)                              |
| ------------------------------------------ | -------- | ------------------------------------------------ |
| Халевані 55'                               | Протокол | Хаїм 88'                                         |
|                                            | Пенальті |                                                  |
| - Барух - Шапіра - Азаря - Кадурі - Теппер | 5:4      | - Еліяху - Абу Лабан - Мадунович - Каку - Сагрон |

| Стадіон «Рамат-Ган», Рамат-Ган Глядачів: 30 000 Арбітр: Бен Хамо |